# XMIND
XMind es un programa open source para realizar mapas conceptuales, desarrollado por XMind Ltd. Ayuda a la gente a anotar ideas, organizar diversos gráficos, y compartirlos para colaborar en línea. Soporta mapas mentales, diagramas fishbone, diagramas de árbol, charts organizacionales, charts lógicos, e incluso hojas de cálculo. Usualmente utilizado para organizar conocimientos, tareas, y GTD. XMind es compatible con FreeMind. La versión más reciente es XMind 8 v3.7.2 . 
XMind fue desarrollado bajo dos licencias open source:
la Eclipse Public License v1.0 (EPL) y la GNU Lesser General Public License v3 (LGPL). 
XMIND puede exportar mapas mentales hacia documentos de Microsoft Word, PowerPoint, PDF y Mindjet MindManager. Un mapa mental/diagrama fishbone es creado simplemente pulsando Tab y con Enter puedes crear nuevos temas y subtemas. Límites, relaciones, marcadores, etiquetas, notas, notas de audio, adjuntos, enlaces y gráficos pueden ser añadidos a los diagramas.
XMIND 2008 ganó el "Best Commercial RCP Application" premio EclipseCon 2008.

## Versiones
| Producto/Versión     | Lanzamiento | Licencia   | Plataforma                            | Idioma |
| -------------------- | ----------- | ---------- | ------------------------------------- | --- |
| XMIND 2007           | 2007-01-01  | Comercial  | Mac OS X y Windows                    | Chino (simplificado)                                                                                                 |
| XMIND 2007 Update 1  | 2007-04-16  | Comercial  | Mac OS X y Windows                    | Inglés, Chino (simplificado)                                                                                         |
| XMIND 2008           | 2007-10-01  | Comercial  | Mac OS X, Windows y Linux             | Inglés, Chino (simplificado)                                                                                         |
| XMIND 2008 v2.0.4    | 2007-11-04  | Comercial  | Mac OS X, Windows y Linux             | Inglés, Chino (simplificado)                                                                                         |
| XMIND 2008 v2.1      | 2007-12-01  | Comercial  | Mac OS X, Windows y Linux             | Inglés, Alemán, Chino (simplificado), Chino (tradicional)                                                            |
| XMIND 2008 v2.2      | 2008-01-20  | Comercial  | Mac OS X, Windows y Linux             | Inglés, Alemán, Chino (simplificado), Chino (tradicional)                                                            |
| XMIND 2008 v2.3      | 2008-03-31  | Comercial  | Mac OS X, Windows y Linux             | Inglés, Alemán, Chino (simplificado), Chino (tradicional)                                                            |
| XMind v3.0           | 2008-11-14  | EPL y LGPL | Mac OS X, Windows y Linux 32bit/64bit | Inglés |
| XMind v3.0.1         | 2008-12-15  | EPL y LGPL | Mac OS X, Windows y Linux 32bit/64bit | Inglés, Alemán, Chino (simplificado), Chino (tradicional), Japonés                                                   |
| XMind v3.0.2         | 2009-03-21  | EPL y LGPL | Mac OS X, Windows y Linux 32bit/64bit | Inglés, Alemán, Chino (simplificado), Chino (tradicional), Japonés                                                   |
| XMind v3.0.3         | 2009-04-29  | EPL y LGPL | Mac OS X, Windows y Linux 32bit/64bit | Inglés, Alemán, Chino (Simplificado), Chino (Tradicional), Japonés                                                   |
| XMind v3.1.1         | 2009-12-04  | EPL y LGPL | Mac OS X, Windows y Linux 32bit/64bit | Inglés, Alemán, Chino (Simplificado), Chino (Tradicional), Japonés                                                   |
| XMind v3.2.1         | 2010-11-22  | EPL y LGPL | Mac OS X, Windows y Linux 32bit/64bit | Inglés, Alemán, Chino (Simplificado), Chino (Tradicional), Japonés, Francés, Español                                 |
| XMind 2012 SE v3.3.1 | 2012-12-25  | EPL y LGPL | Mac OS X, Windows y Linux 32bit/64bit | Inglés, Alemán, Chino (Simplificado), Chino (Tradicional), Japonés, Francés, Español, Coreano, Danés, Esloveno       |
| XMind 2013 SE v3.4.1 | 2014-01-25  | EPL y LGPL | Mac OS X, Windows y Linux 32bit/64bit | Inglés, Alemán, Chino (Simplificado), Chino (Tradicional), Japonés, Francés, Español, Coreano, Danés, Esloveno, Ruso |
| XMind 6 v3.5.0       | 2014-10-31  | EPL y LGPL | Mac OS X, Windows y Linux 32bit/64bit | Inglés, Alemán, Chino (Simplificado), Chino (Tradicional), Japonés, Francés, Español, Coreano, Danés, Esloveno, Ruso |
| XMind 7 v3.6.0       | 2015-11-09  | EPL y LGPL | Mac OS X, Windows y Linux 32bit/64bit | Inglés, Alemán, Chino (Simplificado), Chino (Tradicional), Japonés, Francés, Español, Coreano, Danés, Esloveno, Ruso |
| XMind 7 v3.6.1       | 2016-01-06  | EPL y LGPL | Mac OS X, Windows y Linux 32bit/64bit | Inglés, Alemán, Chino (Simplificado), Chino (Tradicional), Japonés, Francés, Español, Coreano, Danés, Esloveno, Ruso |
| XMind 7.5 v3.6.51    | 2016-6-29   | EPL y LGPL | Mac OS X, Windows y Linux 32bit/64bit | Inglés, Alemán, Chino (Simplificado), Chino (Tradicional), Japonés, Francés, Español, Coreano, Danés, Esloveno, Ruso |
| XMind 8 v3.7.0       | 2016-11-02  | EPL y LGPL | Mac OS X, Windows y Linux 32bit/64bit | Inglés, Francés, Español, Danés, Alemán, chino (Simplificado), Chino (Tradicional), Coreano, Japonés.                |
| XMind 8 v3.7.2       | 2016-05-04  | EPL y LGPL | Mac OS X, Windows y Linux 32bit/64bit | Inglés, Francés, Español, Danés, Alemán, chino (Simplificado), Chino (Tradicional), Coreano, Japonés.                |

## Una aplicación Eclipse
XMind 3.0 está basado en la plataforma Rich Client Platform 3.4 de Eclipse para su shell, y Eclipse Graphical Editing Framework para los editores. Requiere Java Runtime Environment 5.0 o superior.

## Formato de archivos
XMind 3.0 describe su formato de archivo como XMIND Workbook (.Xmind) (O. Xmap para XMIND 2008). Un libro "workbook" puede contener más de una hoja, al igual que en Microsoft Excel. Cada hoja puede contener varios temas, incluyendo un tema central, varios temas principales y múltiples temas flotantes. Cada hoja contiene un mapa mental o "fishbone chart". XMind Workbook (un .xmind archivo) consiste en un archivo comprimido ZIP que contiene un documento XML para los contenidos, un documento XML de estilos, un archivo de imagen .png de las miniaturas, y algunos directorios para archivos adjuntos. El formato de archivo es abierto y basado en algunos principios de OpenDocument.